# Гіпертрофічна кардіоміопатія
Гіпертрофічна кардіоміопатія (англ. Hypertrophic cardiomyopathy) — ураження міокарду, хвороба, за якого відбувається його гіпертрофія (потовщення стінки) без будь-яких причин. Зустрічається з частотою близько 1:500 осіб. Захворюваність у чоловіків і жінок приблизно рівна. Хворіють люди різного віку

## Етіологія та патогенез
Обструктивна або не обструктивна гіпертрофічна кардіоміопатія характеризується значною гіпертрофією міжшлуночкової перетинки або вільної стінки лівого (рідше правого) шлуночка, нормальним або зменшеним об'ємом шлуночка та змінами його форми, а також підвищенням кінцевого діастолічного тиску, потужним некоординованим скороченням міокарда. Етіологія невідома. Вважається, що захворювання є спадковим та передається за аутосомно-домінантним типом. Анатомічним субстратом гіпертрофічної кардіоміопатії є асиметрична гіпертрофія міжшлуночкової перетинки.

## Класифікація
Перший тип (найчастіший) — асиметрична гіпертрофія міжшлуночкової перетинки, що витинається у виносний тракт лівого шлуночка, що веде до звуження шляхів відтоку з нього та утрудненню викиду крові в аорту.
Другий тип — асиметрична гіпертрофія міжшлуночкової перетинки нижче виносного тракту лівого шлуночка, так звана «серединна обструкція». Можлива й концентрична гіпертрофія міокарда з долученням до процесу вільної стінки лівого шлуночка та верхівки серця. Іншою характерною анатомічною ознакою гіпертрофічної кардіоміопатії є зміна передньої стулки мітрального клапана, яка розташована під кутом до нього, потовщена та впадає у просвіт виносного тракту лівого шлуночка, утворюючи додаткову перешкоду відтоку крові в аорту.

## Клінічні прояви
Клінічна картина характеризується наявністю скарг пацієнта на задишку при фізичному навантаженні, біль у ділянці серця, запаморочення, головний біль, швидку втомлюваність. Нерідко виявляються аритмія, порушення провідності.